# Bon Air (Virgínia)
Bon Air é uma Região censo-designada localizada no estado norte-americano de Virginia, no Condado de Chesterfield.

## Demografia
Segundo o censo norte-americano de 2000, a sua população era de 16.213 habitantes.

## Geografia
De acordo com o United States Census Bureau tem uma área de 
23,0 km², dos quais 22,9 km² cobertos por terra e 0,1 km² cobertos por água. Bon Air localiza-se a aproximadamente 58 m acima do nível do mar.

## Localidades na vizinhança
O diagrama seguinte representa as localidades num raio de 16 km ao redor de Bon Air. 